# Masaharu Fukuyama
Masaharu Fukuyama (jap. 福山 雅治 Fukuyama Masaharu; ur. 6 lutego 1969) – japoński piosenkarz i aktor filmowy.

## Dyskografia

### Albumy studyjne
- 1990: Dengon
- 1991: Lion
- 1991: Bros.
- 1992: Boots
- 1993: Calling
- 1994: On and On
- 1998: Sing a Song
- 2001: F
- 2006: 5 Nen Mono
- 2009: Zankyō
- 2014: Human

## Wybrana filmografia
- 2007: Galileo jako Manabu Yukawa
- 2010: Ryōmaden jako Ryōma Sakamoto
- 2013: Jak ojciec i syn jako Ryota Nonomiya
- 2014: Rurōni Kenshin: Kyōto taika-hen jako Hiko Seijurō
- 2014: Rurōni Kenshin: Densetsu no saigo-hen jako Hiko Seijurō